# Sh2-308
Sh2-308 è una nebulosa a emissione visibile nella costellazione del Cane Maggiore.
Si individua nella parte centrale della costellazione, circa 8° a sud di Sirio, la stella più brillante del cielo notturno; si rivela come una debole nube irregolare nelle fotografie riprese attraverso strumenti amatoriali di potenza elevata, con l'aiuto di appositi filtri. Il periodo più propizio per la sua osservazione nel cielo serale è compreso fra i mesi di dicembre e aprile; la sua declinazione meridionale fa sì che sia osservabile con più facilità dalle regioni australi, sebbene sia visibile senza difficoltà anche dalla gran parte delle regioni dell'emisfero nord.

Sh2-308 è la grande bolla che circonda la stella di Wolf-Rayet WR 6, nota anche come EZ Canis Majoris, di sesta magnitudine; questa nube si è originata circa 70.000 anni fa a causa delle espulsioni di materia perse dalla stella, che per via del suo forte vento stellare si è disposta tutt'attorno ad essa a formare una struttura a bolla. L'estensione della nube è di circa 6 parsec (19 anni luce) e la sua distanza è stimata attorno ai 575 parsec (1875 anni luce); secondo altri studi invece, la distanza della stella e delle nubi ad essa associate sarebbe di 1800 parsec (5870 anni luce). Secondo gli studi che indicano le stime di distanza più basse, EZ CMa appartiene ad un'associazione OB molto estesa e poco concentrata, visibile nella stessa direzione dell'ammasso aperto Cr 121 e probabilmente legata a M41, associazione nota come Canis Major OB2; questa struttura è situata a circa 200 parsec dal Complesso di Orione e a breve distanza dai bordi esterni della Nebulosa di Gum. Ad una distanza doppia fra il Sole e CMa OB2 e sulla stessa linea di vista si osserva invece CMa OB1, una seconda associazione OB, legata alla Nebulosa Gabbiano e probabilmente allo stesso ammasso Cr 121.

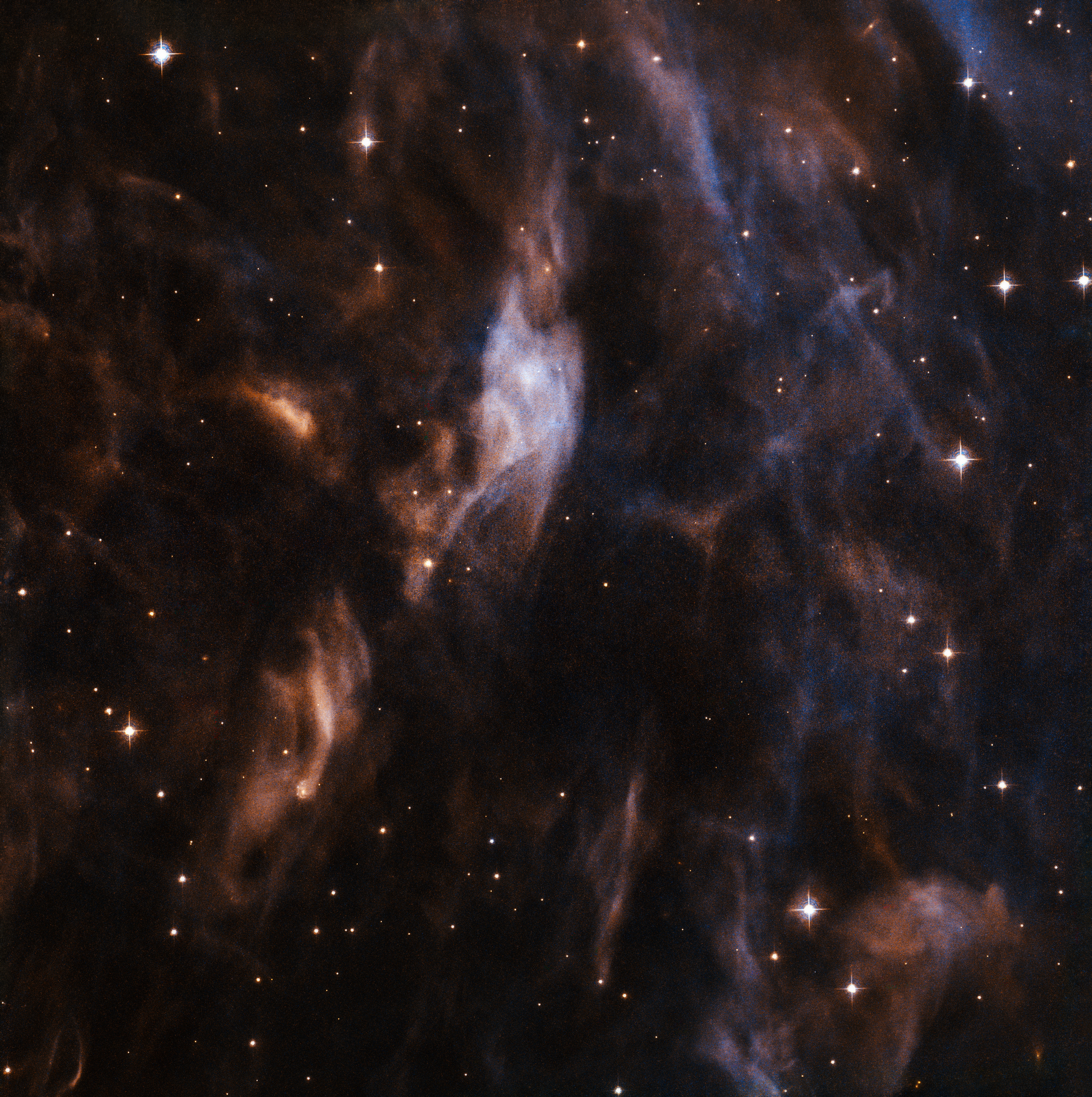
Sh2-308   (Telescopio spaziale Hubble)